# 효종실록
《효종대왕실록》(孝宗大王實錄) 또는 《효종실록》(孝宗實錄)은 1649년 음력 5월부터 1659년 음력 5월까지 조선 효종 시대의 사실을 기록한 실록이다. 총 21권 22책으로 구성되어 있으며, 《조선왕조실록》의 일부를 이룬다.

## 개요
1649년(효종 즉위년) 음력 5월부터 1659년(효종 10년) 음력 5월까지 총 10년에 걸친 효종 시대의 국정 전반에 관한 역사적 사실을 편년체로 기록한 실록이다. 총 21권 22책으로 구성되어 있으며, 《조선왕조실록》의 일부를 이룬다. 정식 명칭 및 권두 명칭, 판심제는 《효종대왕실록》이다.
효종 승하 이듬해인 1660년 6월 12일(현종 원년 음력 5월 5일) 춘추관에서 효종 시대의 실록 편찬을 건의하였고, 6월 18일(음력 5월 11일)에 이경석을 총재관으로 삼았다. 실록청 개설 이후 일부 관원들이 근무 태만으로 징계를 받기도 하였으나 편찬은 큰 무리 없이 진행되어 9개월만인 1661년(현종 2년) 음력 2월 편찬이 완료되었다. 그 해 6월 11일(음력 5월 15일) 현종은 실록 편찬자들에게 상을 내렸다.
실록 편찬자는 총재관에 이경석, 도청당상에 홍명하 등 3명, 도청낭청에 목겸선 등 4명, 일방당상에 허적 등 4명, 일방낭청에 7명, 이방당상에 윤순지 등 4명, 이방낭청에 8명, 삼방당상에 김남중 등 4명, 삼방낭청에 7명, 등록낭청에 16명 등 총 58명이다. 일제강점기 때인 1920년대 이후 다른 실록과 함께 영인본으로 간행되었다.

## 특징 및 평가
- 해당 왕 사후 3년 이내로 실록 편찬이 완료된 것은 《효종실록》이 처음이다. 따라서 실록 완성 당시 효종의 3년상이 아직 끝나지 않아 모두 상복을 착용 중이었는데, 실록 봉안을 위해서는 길복을 입어야 하는 점 때문에 실록청에서는 사초의 세초와 실록 봉안 등을 바로 시행할 수 없다고 하여 예조에 자문을 구하였다.[7] 이에 대해 예조에서는 의식에 쓰이는 도구 중 일부를 빼고 우선 흰 옷과 흰 모자를 쓰고 춘추관에 임시 봉안했다가, 그 해 가을에 네 사고에 봉안할 때는 길복을 입도록 하였다.[8]
- 《효종실록》의 편찬을 위해 만든 나무 활자를 "효종실록자"라고 한다. "효종실록자"의 경우 《인조실록》의 "인조실록자"보다 글씨 크기가 약간 작아졌다. 또 도각이 정교하고 글씨체가 바르고 선명한 편이며, 단정한 필서체의 형태로 제작되었다. 이에 《효종실록》은 이전의 다른 실록들보다 인쇄가 깨끗하다.[9]
- 《효종실록》은 서인의 반청 의식의 일환으로 북벌 계획이 추진되면서 군비 확장을 했던 효종 시대의 역사적 사실 뿐 아니라, 조선 후기의 역사와 문화를 연구하는데 근본적인 자료이다.[6]